# Арагон-Кордоба-Кардона-и-Фернандес де Кордоба, Паскуаль де
Паскуаль де Арагон-Кордоба-Кардона-и-Фернандес де Кордоба (исп. Pascual de Aragón-Córdoba-Cardona y Fernández de Córdoba;1626, Матаро, Арагонская корона — 28 сентября 1677, Мадрид, королевство Кастилия и Леон) — испанский кардинал. Брат кардинал Антонио де Арагона. Вице-король Неаполя с 8 сентября 1664 по 11 апреля 1666. Генеральный инквизитор Испании с 15 сентября 1665 по 15 января 1666. Архиепископ Толедо и примас Испании с 1 февраля 1666 по 28 сентября 1677. Кардинал-священник с 5 апреля 1660, с титулом церкви Санта-Бальбина с 21 ноября 1661 по 28 сентября 1677.